# Polimerasa

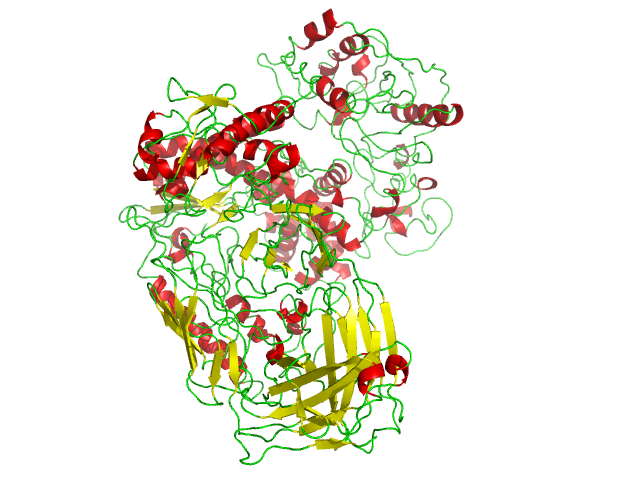
Estructura d'una polimerasa.

Una polimerasa és un tipus d'enzim proteic situat a les cèl·lules i que serveix per a transcriure i replicar els seus àcids nucleics a la divisió cel·lular i en altres casos en què calgui.

## Etimologia
El nom polimerasa ve de polímer, ja que polimeritza l'àcid ribonucleic i el desoxiribonucleic, i el seu sufix -asa fa referència a la funció com a enzim.

## Funció
La funció de les polimerases és assegurar que la informació genètica de les cèl·lules es transmeti, llegint la informació genètica de les mares, copiant-la, revisant-la per a detectar possibles errors o mutacions i formant i muntant les noves seqüències genètiques tal com les han interpretades.
Aquesta funció per a les polimerases es realitza en realitat en tres fases consecutives que són la iniciació, l'elongació i terminació de la síntesi de la seqüència genètica (l'ADN o ARN). A la iniciació els promotors se serveixen dels factors de transcripció per a construir les polimerases. L'elongació és la transcripció en si de la majoria de gens correspondents a la seqüència donada. La terminació requereix tant aturar la transcripció genètica com la desconstrucció de les polimerases que hi han intervingut.

## Tipus
Les polimerases s'especialitzen en ADN o en ARN, així, respectivament podem parlar de polimerases d'ADN o de polimerases d'ARN.
D'altra banda, les diferents polimerases es classifiquen en els grups I, II i III segons si les seves funcions precises. Així, les polimerases I actuen a totes tres fases de la transcripció genètica, són le polimerases que comencen la transcripció, al final de la fase d'iniciació; mentre que les polimerases III poden encarregar-se de la terminació, com és el cas de les procariotes.

## Llista de polimerases
- Taq polimerasa, és l'ADN polimerasa de l'eubacteri Thermus aquaticus.
- ADN polimerasa I, llegeix i copia, és a dir, replica, d'ADN de cèl·lules procariotes.
- ADN polimerasa II, repara l'ADN de les cèl·lules procariotes.
- ADN polimerasa III, acaba de muntar trossos o la cadena completa d'ADN de les cèl·lules procariotes. És un dels components dels replisomes. És un holoenzim compost de nombroses subunitats proteiques, per a totes les subfuncions necessàries.
- ADN polimerasa IV, o polimerasa de reparació d'urgència.
- ARN polimerasa I, transcriu l'ARN de les cèl·lules eucariotes.
- ARN polimerasa II, catalitza la transcripció de l'ADN de les eucariotes per sintetitzar els precursors de l'ARN
- ARN polimerasa III, transcriu l'ADN per a sintetitzar l'ARNt, l'ARNr i altres ARN petits.
- ARN polimerasa T7, transcriu l'ADN dels virus bacteriòfags.